# 橋本真衣
橋本 真衣（はしもと まい、1990年6月2日 - ）は、テレビ西日本（TNC）のアナウンサー。大阪府出身。

## 人物
- 身長160cm[1]、血液型O型。
- 大阪大学外国語学部卒業。「ミス阪大コンテスト2013」でグランプリを受賞[3]。
- 2014年テレビ西日本（TNC）入社。
- 趣味は読書、猫と遊ぶこと。
- 日本語、英語、イタリア語の3か国語が話せる。
- 高校英語の教員免許を持っている。
- マイブームはリラックマグッズ集め（本人曰く、見つけると買ってしまうとのこと。）

## 担当番組
☆は現在担当している番組
- ももち浜ストア☆ - 月曜ゴリ押し！･水曜→いまコレ火曜日コーナーリポーター→ はじマル 〜はじめての○○〜コーナーナレーター
- 福岡NEWSファイル CUBE☆ - 天気予報&中継リポーター→ニュース担当→スポーツコーナー担当→中継リポーター→司会担当
- 報道ワイド 記者のチカラ☆ - フィールドキャスター、こどもにピタッとプロジェクトコーナー担当（2023年4月-）
- おはようTNC - 絵本ナレーション
- マニア・マニエラ - MC
- 生放送てんじんNOW! - スタジオ進行
- ももち浜S特報ライブ（ナレーション）
- おっ!?テレ西 - リポーター
- ロックに。自由に。TNC。
- 育じーズ☆ - パンダママキャラクターボイス担当
- TNCニュース-主に平日昼を担当☆